# جون كروفورد (لاعب كريكت)
جون كروفورد (29 مايو 1849 - 21 فبراير 1935) (بالإنجليزية: John Crawford)‏ هو رجال دين ولاعب كريكت بريطاني.

## وصلات خارجية
- جون كروفورد على موقع إي آس بي آن كريك إنفو (الإنجليزية)